# XIII. Gergely pápa
XIII. Gergely (eredeti nevén: Ugo Boncompagni vagy Ugo Buoncompagni ; Bologna, 1502. január 7. – Róma, 1585. április 10.) a 226. római pápa 1572-től haláláig.
XIII. Gergely minden bizonnyal az egyházfők sorában a legfontosabb személyiségek egyike volt. Reformszemléletét már névválasztása is jelezte, ugyanis I. Nagy Gergely óta ez a keresztnév szinte egybeforrt az elkötelezett reformerpápákkal. Ez alól XIII. Gergely sem volt kivétel, a megindult ellenreformációt helyezte pontifikátusának középpontjába. A tridenti zsinat rendelkezéseinek további erősítése és az egyházi fegyelem továbbfejlesztése mellett a protestantizmus egyik ádáz ellensége volt. Ez leginkább két ország történelmén hagyott nyomot. Az egyik Anglia, amely ellen több háborút is kiprovokált, a másik pedig Franciaország, ahol az ő uralma alatt zajlott a véres Szent Bertalan éjszakája, mely esemény megünneplésére hálaadó misét tartott és emlékérmet is veretett. Rendkívül nagy szerepe volt a katolikus oktatás és papnevelés magasabb szintre emelésében. Noha ezek a tettek is kiemelkedően fontosak egy egyházfő uralkodása alatt, mégis nevét az általa elkészíttetett gregorián naptár tette világhírűvé.

## Fejlődő jellem az egyházi pályán
1502 januárjában született Bolognában Ugo Boncompagni néven. Családjáról nem sokat tudunk, de valószínűleg tehetős nemesi família volt, hiszen Ugo szülővárosa egyetemén kezdett jogot tanulni. A kor legkiválóbb jogi iskoláján 1530-ban végzett, és hamarosan megszerezte a doktori címet kánon és civil jogban egyaránt. Ekkor alig volt harmincéves, vagyis tehetségét és tudását a kiváló egyetem már igen korán elismerte. Jogi tanulmányainak befejeztével pár éven keresztül Bolognában maradt, és az egyetem katedráján dolgozott. Tanítványai között olyan jelentős alakokat találhatunk, mint III. Pál pápa unokáját, Alessandro Farnesét, aki később bíboros-nepos lesz, Reginald Pole-t, későbbi angol bíborost és Borromei Szent Károlyt.
A kitűnő jogi tudás és az egyházi törvényekben való jártasság Ugo fiatalságában egyáltalán nem jelentett korlátot a féktelen, kissé kicsapongó életnek. Bolognában elcsábított egy özvegy nőt, akinek tőle gyermeke is született. Ez az életstílus nem maradt távol tőle akkor sem, amikor 1539-ben Rómába utazott, és az egyház alkalmazásába került. A reformok előtt álló katolikus egyháznak szüksége volt a kiváló jogászokra, hogy alátámassza a radikális változásokat, így került a pápai kúria alkalmazásába. Pier Paolo Parisio bíboros sugallatára III. Pál hívta az örök városba, és először a város egyik bírájává tette, majd pápai abbreviátor lett és Campagna pápai kincstárnoka. 1545-ben Pál felkérésére részt vett a tridenti zsinaton, mint az egyházfő egyik jogásza. IV. Pál pápa uralkodása alatt datariusi rangban részt vett Alfonso Carafa bíboros II. Fülöp spanyol királyhoz indított pápai küldöttségében. Miután a követség visszatért a spanyolok uralta Flandriából, a pápa 1558-ban Vieste püspökévé szentelte fel. A következő évben IV. Piusz pápa személyében új egyházfő került a katolikus egyház élére, aki az újjáélesztett tridenti zsinat pápai megbízottjává nevezte ki Ugót, amelynek egészen a záró üléséig jelen volt. Miután visszatért Rómába, Piusz 1564-ben bíborosi rangra emelte a római San Sisto-székesegyház címtemplomában. Ezután pápai követként Spanyolországba küldte, hogy kivizsgálja Bartolomé Carranza, toledói érsek ügyét, akit az inkvizíció eretnekséggel vádolt. Ez az időszak mély benyomást tett rá, sok spanyol főpappal és persze II. Fülöppel is szoros barátságot kötött, amely nagyban befolyásolta későbbi külpolitikáját. Amíg Spanyolországban tartózkodott, Piusz pápai titkárnak nevezte ki, amelyet már csak az új egyházfő, V. Piusz pápa pontifikátusa alatt tölthetett be, amikor visszatért Rómába.

## Reformpontifikátus

### Gyors konklávé
Amikor V. Piusz hosszas szenvedés után meghalt, a törvényben előírt gyász megtartása után az egyház történetének egyik legrövidebb konklávéja vette kezdetét. A pápaválasztásról készült korabeli beszámolók alapján a bíborosok meg voltak győződve arról, hogy ő a legkiválóbb jellemmel rendelkezik erre a pozícióra. Mind tudása, mind jelleme megfelel annak, amit a kor reformeszméi diktáltak. De ismerve a bolognai jogász-bíboros előéletét, ezt mindenképpen fenntartással kell kezelni. Korántsem volt szent életű, erkölcsös embernek nevezhető, ezért valószínűleg más is állhatott a gyors választás hátterében. Nem nehéz rájönni, hogy minden bizonnyal a spanyol uralkodó is fontos szerepet játszott trónra emelkedésében. Ugyanakkor kétségtelen, hogy kiváló érdemei és valóban nagyszerű rátermettsége volt a pápai hivatalhoz.
A római nép örömmel fogadta a város új urát, és a katolikus uralkodók is üdvözölték az új egyházfőt, akit a bíborosi kollégium 1572. május 13-án választott meg és május 25-én hivatalosan meg is koronázták a Szent Péter-bazilikában. Ugo a XIII. Gergely uralkodói nevet vette fel, I. Gergely pápa tiszteletére.

### Egyházi reformok
A viszonylag züllött előéletű Gergely pápa minden jel szerint átérezte a pápai hivatal felelősségét, és sok elődjét meghazudtoló könnyedséggel mondott búcsút a duhaj éveknek. Pápaként elkötelezte magát a reformok és az egyházi fegyelem mellett, amelynek azonnal neki is fogott mihelyst berendezkedett a vatikáni palotában. Az V. Piusz által megkezdett szigorú reformokat folytatta, amelynek alapját mindenekelőtt a tridenti zsinat kánonjai jelentették. Ezek közül elsőként nyomatékosította az egyházi tulajdon elidegenítésének tilalmát, és újra megtiltotta a klérusnak, hogy főpapként egyházmegyéjüktől tartósan távol maradjanak. Gergely vezette be a heti egyszeri (szerdai) audiencia gyakorlatát is, amelyen bárki megjelenhetett a pápa színe előtt, és előadhatta kéréseit, panaszait.
A tridenti törvények leple alatt rendkívül okosan rendezte át a kúria hatalmi összeköttetéseit is. A középkor óta ő volt a legnagyobb hatalmú egyházfő, ugyanis a bíborosi kollégiumot apránként kitette a végső döntésből. Akkoriban egyébként minden európai udvarban a centralizáció politikája volt divatban, így Gergely központosítása cseppet sem meglepő. A pápa széttördelte a kardinálisok egységes kollégiumát, és kisebb bizottságokat hozott létre. Ezzel legyengítette a bíborosok együttes erejét, és noha a bizottságok fontos ügyekkel foglalatoskodtak, mindig a pápát illette meg az utolsó szó. Ilyen bíborosi bizottság egészítette ki a tiltott könyvek listáját is.
Sokkal nagyobb horderejű találmány volt részéről az egyházi visszaéléseket kutató bizottság felállítása. A pápa Carlo Borromeo, Gabriele Paleotto, Giovanni Aldobrandini és Paolo Burali d'Arezzo bíborosokat nevezte ki ebbe a bizottságba, amely tulajdonképpen egy belső nyomozó szervezetként kezdett el működni. A négy bíboros az egyházi szervezeten keresztül éberen figyelt minden visszaélést. A pápa emellett ragaszkodott ahhoz az elvhez, hogy csakis olyan emberek szolgáljanak a szent római katolikus egyház kötelékében, akik valóban érdemesek rá. Éppen ezért listát készíttetett azon klerikusokról, akik érdemesek lehetnek magasabb egyházi pozíciókra. A listán vezették az illető erényeit és hibáit, amely alapján az egyházfő döntése egyszerűbbé és ugyanakkor biztosabbá vált. A siker láttán Gergely kiterjesztette ezt a módszert szinte egész Európára.
Ugyanilyen szigorral igyekezett megszűrni a bíborosokat is. Pontifikátusa alatt harmincnégyen kapták meg a bíbor(osi) kalapot, de mindannyian alapos megfontolás után nyerhették el a tisztséget. Nepotizmus vádjával éppen ezért nehézkes illetni őt, annak ellenére, hogy két unokaöccse is bíboros lett. Filippo Boncompagni és Filippo Vastavillano esetében is úgy vélte, hogy érdemesek a rangra. Persze kérdéses az, hogy az elfogultság mennyire játszott ebben szerepet. A teljes igazsághoz hozzátartozik, hogy egy harmadik unokaöccsétől már megtagadta a bíborosi rangot, és Giacomo Boncompagni nevű gyermekét sem emelte különösebben magas pozíciókba. Gergely saját gyermekét az Angyalvár kastellánjának és az egyház gonfalonierének tette meg, amelyek inkább jelképes jelentőséggel bírtak. A egyházfő nyomása nélkül a Velencei Köztársaság felvette Giacomót nemesei közé, és a spanyol uralkodó jóvoltából a pápai fattyú a spanyoloknak alárendelt Milánói Hercegség hadseregének tiszteletbeli parancsnoka lett. Ezek után némi segítséggel megszerezte neki Sora hercegi címét.

### Iskolákkal a protestánsok ellen

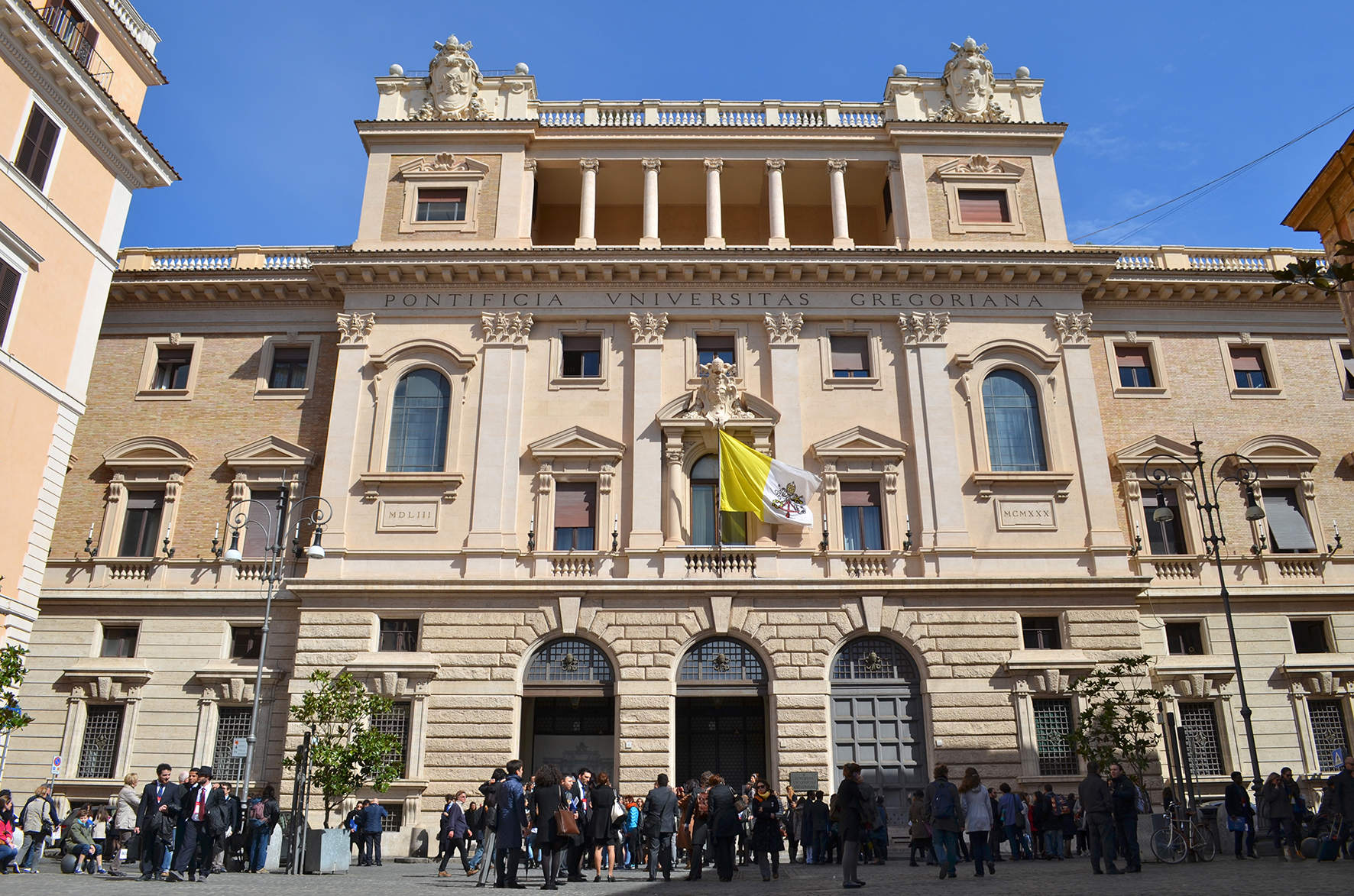
A Pápai Gregorián Egyetem mai épülete

Gergelyről elmondható, hogy ellenreformáció igazi mintapéldája volt, és mindent megtett azért, hogy a katolikus vallást megvédje vagy elterjessze. Erre elődjeitől eltérően egy új utat választott. Rájött a vallási nézet és az oktatás összefonódására, ezért hihetetlen vehemenciával fogott neki az iskolaalapításoknak, hogy ezzel Európa ifjúságát újra a katolicizmus útjára terelje. Nem sajnálta a pénzt tervei megvalósítására, amelynek legnagyobb nyertesei a jezsuiták voltak. A legtöbb szemináriumban és pápai kollégiumban ez a szerzetesrend tanított és nevelt. A pápa egyik első intézkedése volt a Collegium Germanicum anyagi helyzetének rendezése. A német területről érkező fiatalokat oktató intézet ugyan már korábban is létezett, de gyorsan pénzügyi mély zuhanásba kezdett. 1573. augusztus 6-án a pápa bullában úgy rendelkezett, hogy a kollégiumnak egyszerre ezer Németországból és annak északi határvidékeiről származó diákot kell oktatnia, amelyhez tízezer aranydukátnyi éves jövedelmet garantált. A megújult intézet tulajdonába bocsátotta a Sant'Appolinare palotát. A német kollégium után 1579-ben engedte a Collegium Hungaricum megnyitását is, amely a törökök alatt nyögő Magyarország katolikus hitének fenntartásáért alakult meg. Egy évvel később viszont a kollégiumot a Collegium Germanicummal összevont igazgatás alá helyezte, így jött létre a ma is fönnálló Collegium Germanicum et Hungaricum. 1577-ben megalapította a görög kollégiumot és a neofiták, azaz a keresztény hitre tért zsidók kollégiumát. 1579-ben újult meg az angol kollégium és 1584-ben a maroniták kollégiuma. 1582-ben építtette fel a ma Collegio Romano néven ismert hatalmas épületet, amely a jezsuiták nemzetközi oktatási intézménye volt. Egészen 1870-ig ebben az épületben működött a Collegium Romanum, amelyet Gergely halála után Pápai Gregorián Egyetemnek neveztek el.
Az iskolaalapító egyházfő nemcsak Róma területén ért el kiemelkedő eredményeket, hanem Európa, sőt Ázsia egész területén is igyekezett a jezsuiták irányításával oktatóközpontokat alapítani. Angol kollégiumot alapított a franciaországi Douai-ban, skót kollégiumot Tournai városában. Közvetlenül a kúria irányítása alá tartozó pápai szemináriumok jöttek létre Graz, Bécs, Olmütz, Prága, Fulda, Augsburg, Dillingen, Braunsberg, Milánó, Loreto és a svájci Fribourg városában. A Magyar Királyság területén a túlzott veszély miatt Gergely nem alapított szemináriumot, de Erdély központjában, Kolozsvárott alakult pápai szeminárium. Három iskolát alapított a távoli Japánban is, amely az egyházfő látóterének kitágulását is jelzi. Ezekben az iskolákban leginkább papokat képeztek, akiket a protestantizmus és a pogányság elleni küzdelemre készítettek fel.
A jezsuiták több missziót is indítottak az észak-európai protestáns uralkodók megtérítésére, de Gergely kiemelten támogatta a rend távoli térítőútjait. Keresztény térítők jártak Kínában, Indiában és Japánban is. 1585-ben három japán daimjó négy követe érkezett Rómába, hogy köszönetüket fejezzék ki az egyházfőnek a kereszténység megismeréséért.
Gergely a német protestantizmusnak külön figyelmet szentelt, és 1573-ban létrehozott egy bíborosi kongregációt, a Congregatio Germanicát, amelynek az volt a feladata, hogy figyelje a német földön a katolikusok és a protestánsok arányát és hatalmi súlyukat. Ebből a kezdeményezésből nőtt ki az 1581-ben Kölnben alapított állandó apostoli nunciatúra, amelyet 1582-ben a bécsi követett.
A pápa tehát rádöbbent, hogy a szerzetesrendek támogatásával kiváló oktatói és prédikálói szervezetet tarthat fenn egész Európában. A szerzetesek visszavonult, szerény életükkel alkalmasak a reformokat átélt, új egyház népszerűsítésére. Velük a pápa hatékonyabban küzdhetett a protestánsok és a pogányok ellen. Pontifikátusának legnagyobb nyertesei mindenképpen a jezsuiták voltak, akik ebben a korban terjedtek el egész Európában, és rendjük gazdagságát valamint hatalmát is ő alapította meg. De Jézus Társasága mellett Gergely nem feledkezett meg más szerzetesrendekről sem. 1575-ben elfogadta a Néri Szent Fülöp által alapított oratóriánus szerzetesrendet, (A legenda szerint évekkel azelőtt Fülöp megjósolta neki, hogy pápa lesz.) 1579-ben megerősítette a barnabiták, majd 1580-ban a karmeliták rendjét. 1582-ben a premontrei rend elismeréseképpen szentté avatta a rend alapítóját, Xanteni Norbertet.

### Merész külügyek a katolikus hit védelmében

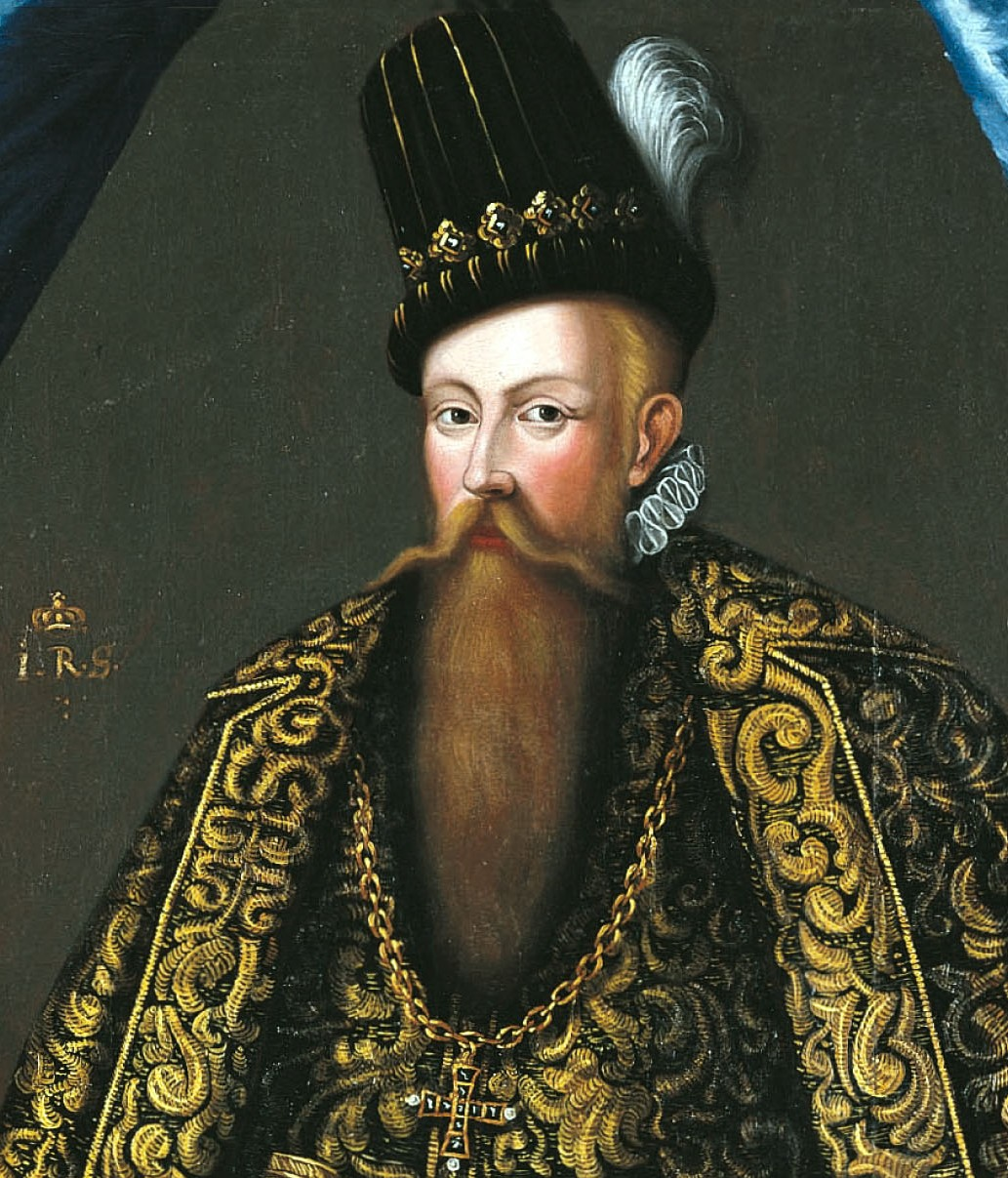
III. János, svéd király portréja

Gergely bő tizenkét éves pontifikátusának minden mozzanata a katolikus hit védelmében történt, ez szinte kétségbe vonhatatlan. Nem volt ez másként akkor sem, amikor a Szentszék külügyi politikáját irányította. Első lépésként elődje, V. Piusz két nagy dilemmáját próbálta próbálta rangsorolni. A külpolitikában egyrészt törődnie kellett az egyre nagyobb tért hódító protestantizmussal, másrészt a dicsőséges lepantói csata után mindent meg kell tennie a törökök kiszorításáért a vén kontinensről. Követei bejárták a legnagyobb katolikus udvarokat, de a hercegek és királyok erejüket nagyrészt egymás ellen kötötték le. Ekkor már hiányzott az a közvetlen gazdasági fenyegetés, amelyet az Oszmán Birodalom levantei térszerzése miatt jelentett. A Velencei Köztársaság békét kötött a törökökkel, és Spanyolország is szerződésben rendezte a két ország viszonyait. A törökök ellen indítandó háború tehát teljes kudarcba fulladt.
Éppen ezért Gergely minden energiáját a protestánsok elleni küzdelemre fordíthatta. Nem ismert lehetetlent, és gyakran a tűzzel játszva próbált meg egy-két uralkodót a katolikus hitre csábítani. Ebben a diplomáciai küzdelemben leghatásosabb fegyvere a jezsuita rend képzett és felettébb jó képességekkel rendelkező tagjai voltak. Gergely munkálkodását a protestáns Svédországban kezdte. A pápa 1574-ben egy lengyel jezsuita szerzetest, Stanisław Warszewicki barátot azzal bízott meg, hogy utazzon a svéd uralkodóhoz, és térítse őt át a katolikus hitre. III. János ekkor még nem állt kötélnek, de 1576-ban a kitartó pápa újabb jezsuita szerzetest küldött a svéd udvarhoz a norvég Laurids Nielsen személyében, aki két év fáradhatatlan munkával végül 1578-ban katolikus hitre térítette az uralkodót. Mialatt a jó híreket személyesen közölte Rómában, János politikai okok miatt újra protestáns hitre tért.
1581-ben Gergely újból kemény fába vágta a fejszéjét, és követeket küldött Lengyelországba és Oroszországba. A jezsuita Antonio Possevino barátot leginkább azért küldte a cári udvarba, hogy békét közvetítsen IV. Iván orosz cár és Báthory István lengyel király között. De Possevinónak nemcsak a békét sikerült elintéznie, de elérte a cárnál, hogy az oroszországi katolikusok újra szabadon gyakorolhassák vallásukat.
Gergely szemében a legádázabb ellenség mindenképpen Anglia volt, amelynek trónját a nő létére határozott és erélyes I. Erzsébet foglalta el. Még bíboros korában éveket töltött Spanyolországban II. Fülöp udvarában, ahol terveket forraltak a protestáns trón elfoglalására. Pápaként ezt a tervet teljes támogatásában részesítette, de sürgetőbb gondjai is voltak a szigetországgal. V. Piusz politikája visszás helyzetbe sodorta Anglia katolikusait, ugyanis az anglikán egyház és ezáltal az uralkodó szemében a katolikusok besúgók, kémek, potenciális ellenségek lettek. Az angolok igája alatt sínylődő skótok és írek viszont a katolikus hitet függetlenségük zálogaként értékelték. Rómában több száműzött angol és ír katolikus is élt, akik mindannyian Gergely közvetlen bizalmát élvezték. 1578-ban a pápa egy 800 fős flottát állított Thomas Stukeley rendelkezésére, hogy azzal szálljon partra Írországban, és álljon az angolok ellen kitört forradalom mellé. De Stukeley a nagyobb haszon kedvéért hajóival inkább I. Sebestyén portugál király Marokkó elleni hadjáratához csatlakozott. 1579-ben újabb flotta indult Írországba James FitzMaurice FitzGerald vezénylete alatt, de ez a küldetés is kudarcba fulladt.
A pápa tehát igen sok pénzt áldozott arra, hogy Erzsébet eltűnjön a történelem süllyesztőjében. Ettől függetlenül valószínűleg nincsen köze az 1582-ben elkövetett merénylethez, amelyet Guise hercege és annak bátyja kísérelt meg a királynő ellen.

A Bertalan éji mészárlás

Gergely protestánsok elleni küzdelmeinek legvitatottabb fejezete minden bizonnyal Franciaországban zajlott le. 1572. augusztus 24-én éjjel Párizs tanúja lehetett a véres Szent Bertalan éji mészárlásnak, amelyben az ország hugenotta nemesei halálukat lelték. A IX. Károly asszisztálásával lezajlott mészárlást a pápai udvarban kitörő örömmel fogadták. Gergely Te Deumot celebrált az örömteli hírek hallatán, sőt három freskó is megörökíti az események dicsőséges voltát a pápai palotában. A protestáns hugenották bukására az egyházfő még emlékérmet is kibocsátott, amelynek egyik oldalán az ő arcképe volt, míg a másikon egy kivont kardú angyal látható a Vgonotorium Strages felirattal (latinul: Hugenotta öldöklés).
Persze elképzelhető, hogy a pápa, sőt annak párizsi követe, Anton Maria Salviati nuncius sem tudott előre a kegyetlen gyilkosságról, de akkor is fennáll a kényelmetlen kérdés, hogy vajon miért ünnepelte Róma a szívtelen öldöklést. Természetesen az erkölcsös és jó szándékú Gergely nem sejtette, hogy valójában mi is történt Párizsban azon az éjjelen. A pápa is, mint minden európai uralkodó azt a hírt kapta Franciaországból, hogy a hugenották meg akarták fosztani a tróntól Károlyt. A harcokban az Úrnak hála a király győzedelmeskedett. A pápa tehát ezt ünnepelte a szent városban. Mindazonáltal maga az emlékérem is egy angyal által elpusztított embercsoportot ábrázol, így nehéz vitatni, hogy a pápa ezt helyeselte.

### A naptár, a martirologium és a jogforrások reformja
Gergely hosszas reformpontifikátusa kétségtelenül sok emlékezetes eseményt tartogatott, de minden bizonnyal egyik sem olyan nevezetes, mint a Gergely-naptár megalkotása és annak kihirdetése. A naptárreformra azért volt szükség, mert az i. e. 45 óta érvényben lévő julián naptárban egy év hossza 365,25 nap volt, azaz az érvényben lévő naptár nem egyezett meg a csillagászati évvel. A régi kalendárium ugyan csak 128 évente tett ki egy napot, de ez Gergely uralkodásának idejére már tíz nappá bővült, és kezdett érezhetően torzulni a naptár és az évszakok közötti megfelelés. A húsvét kiszámítása is egyre jobban eltolódott, így ez adta meg a végső lökést a pápának, hogy új naptárt dolgozzon ki. Gergely 1578-ban a jezsuita csillagászra, Christopher Claviusra bízta az új naptár elkészítését. 

A Clavius és Aloysius Lilius számításain alapuló új naptárat Gergely 1582. február 24-én hirdette ki az Inter gravissimas kezdetű pápai bullában. A bulla úgy rendelkezett, hogy az előrehaladott naptárat 1582. október 4-én állítják vissza, így ezt a napot október 15-e követi. A Gergely-naptár újítása abban állt, hogy minden negyedik év 366 napos szökőév lesz, azaz a február hónap ezekben az években 29 napossá válik. De a százasra végződő évek közül csak a négyszázzal oszthatóak lehetnek szökőévek. Ezzel az átalakítással a Gergely-naptár egy éve 365,2425 napos lett, és így a csillagászati évvel (365.2422 nap) 3333 évente tesz ki egy napnyi különbséget.

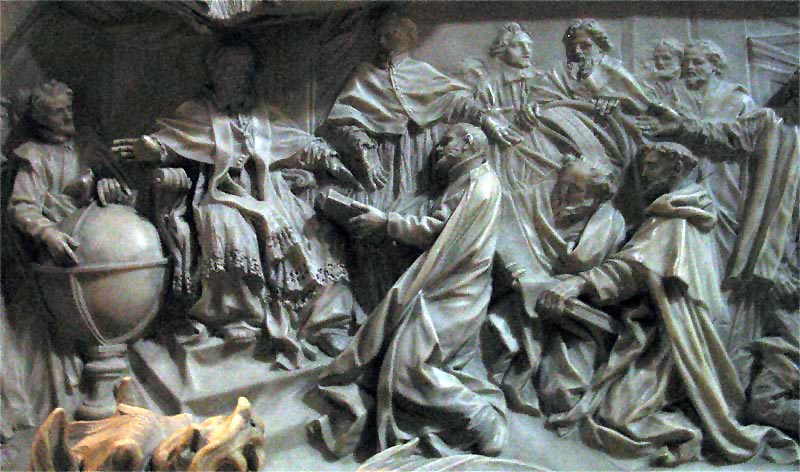
XIII. Gergely síremlékének részlete, amelyen a pápa átveszi az elkészített naptárat

A váltás azonban minden tudományos magyarázat mellett sem volt zökkenőmentes. A köznép a csillagászati humbukból mindössze annyit értett meg, hogy tíz nap egyszerűen elvész, ami azt is jelenti, hogy a főurak tíz valós nappal kevesebb idő alatt hajtják majd be a havi járandóságokat. A zúgolódás ellenére 1582 októberében nemcsak a Pápai Államban tűnt el tíz nap, hanem Spanyolországban, Lengyelországban, Portugáliában és Itália egész területén is. Egy-két éven belül átvették az új kalendáriumot a katolikus német, svájci és németalföldi fejedelemségek és Franciaország is. Magyarország 1588-ban vette át a gregorián naptárat. Politikai okokból több száz évet késett a naptár átvétele a protestáns államokban, és még többet a keleti keresztény államokban. A 20. századra azonban a Gergely által alkotott naptár volt érvényben már majdnem az egész világon.
Az új naptár kidolgozásával párhuzamosan át kellett alakítani a római egyház martirologiumát is, amely az év napjaihoz kötötte a katolikus szentek és mártírok ünnepét. 1580-ban Guglielmo Sirleto bíboros fogott hozzá a bonyolult átszerkesztéshez, amelynek igazodnia kellett a korábbi martirologium egyes szabályaihoz. A bíboros egy tíz tagú bizottságot hozott létre, hogy így átalakítsák az év napjaihoz kötődő szenttiszteleteket. A hosszas fejtörés és a tízek munkája azonban nem tartozott Gergely uralkodásának sikertörténetei közé. Az első, 1582-es kiadás tele volt félreírásokkal és nyomdai hibákkal, és ebben rendkívül hasonlított az 1583-as második kiadásra. Gergely mindkét kiadást semmisnek tekintette, és személyes felügyelete alatt végül 1584-ben megszületett a helyes kiadás, amely a Martyrologium Romanum Gregorii XIII jussu editum címet viselte. A pápa ezt tette kötelezővé minden katolikus egyház számára.
A jogászpápa igazán a római egyház jogforrásainak átalakítása körüli munkálatokban érezhette otthon magát. A Corpus juris canonici átdolgozása már a tridenti zsinat óta húzódott. A jogforrások felülvizsgálatát még IV. Piusz kezdeményezte. Utódja, V. Piusz 1566-ban alakított egy harmincöt fős bizottságot, az úgynevezett correctores Romani-t, amelynek Gergely is a tagja volt. Ezért tartotta fontosnak a Corpus átdolgozását. A jogi alapdokumentumok rendbe tétele 1582-ben ért véget. Gergely a Cum pro munere rövid pápai eligazításban, majd június 2-án az Emendationem kezdetű bullában az átdolgozott jogforrás használatát tette kötelezővé az egész katolikus egyházban.

### Városszépítő egyházfő
XIII. Gergely pontifikátusa alatt hihetetlen összegek masíroztak ki a pápai kincstárból. Ezek javarészt a katolikus hit védelmében cseréltek gazdát, de emellett a pápa szívén viselte az örök város csinosítgatását is. Rómában már a papi képzést támogató szemináriumok és kollégiumok elhelyezésére is óriási épületek nőttek ki a földből. Gergely megbízására épült fel a Szent Péter-bazilika lenyűgöző Gregorián-kápolnája, 1580-ban pedig ő építtette fel a fényűző Quirinale-palotát. Az ő uralkodása alatt kaptak díszes szökőkutakat Róma máig legszebb terei, mint a Piazza Navona, a Piazza del Popolo és a Piazza del Pantheon. 1575-ben Diocletianus termáinak területén a pápa egy nagy befogadóképességű gabonatárolót is építtetett. Az építkezések és a város lakhatóbbá tétele is nagy rokonszenvet váltott ki a város lakóiból, így még az egyházfő életében a nép és a szenátus szobrot állíttatott fel a Capitoliumon Gergely tiszteletére. 

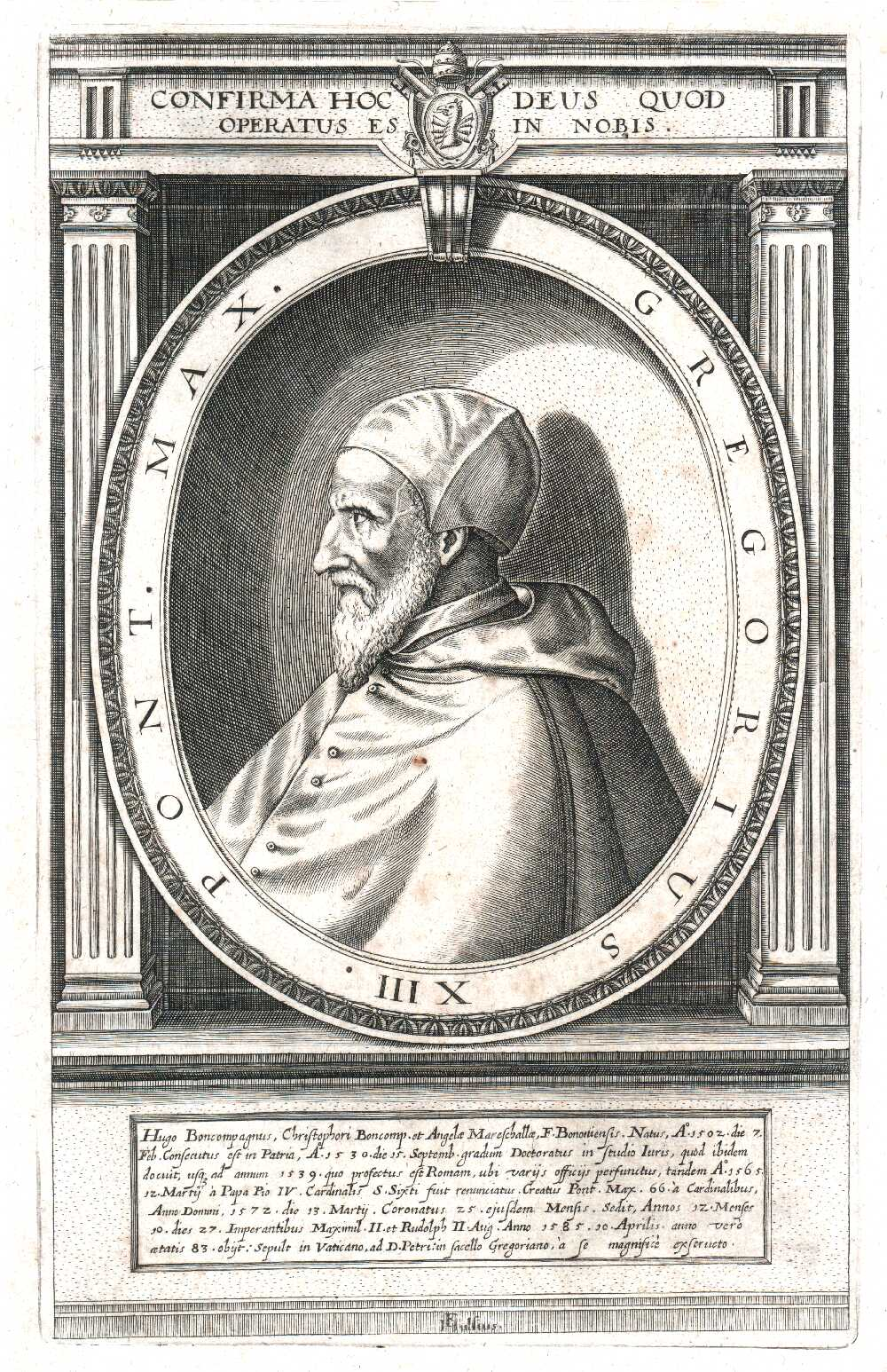
Gergely portréja

A pápa nemcsak Rómát halmozta el épületekkel, ugyanis a katolikus hit megerősítésére nagy összegeket küldött idegen országokba, amely két célt is szolgált. Egyrészt templomépítésekkel akarta támogatni az egyház erejét, másrészt a pogányok elleni védekezés építményeire adott támogatást. A pápai pénzek javarészt Angliába, Franciaországba, Spanyolországba, Hollandiába, Ausztriába, Magyarországra és Máltára áramlottak. Gergely nevéhez köthető még egy érdekes kulturális örökség, ugyanis az ő tiarája a legrégebbi, amely mind a mai napig épen fennmaradt.

### A költséges pontifikátus hátulütői
Az mindenképpen elkönyvelhető tehát, hogy Gergely bő évtizedes uralkodása nagy eredményekkel és a katolikus hit megerősödésével zárult, de ugyanakkor azt is meg kell jegyezni, hogy ezen sikerekhez üres kincstár is járult. A pápa filozófiája szerint a hit megszilárdítása és megerősítése minden pénzt megért, így óriási összegek indultak útnak Rómából. A kongó kamara vezetőjének, Rodolfo Bonfiglioli bíborosnak ezzel a filozófiával sok fejtörést okozott az egyházfő, mindenesetre az üres kincstár feltöltésére a kincstárnok veszélyes tanácsot adott a pápának. Eszerint az egyházi kasszát elkobzott nemesi birtokokkal és vagyonnal gyarapíthatták. Gergely nem riadt vissza a népszerűtlen intézkedésektől, így a pápai kamara elkezdett vádakat emelni, és egyre több nemestől kobozták el vagyonát. Az alapot javarészt az szolgáltatta, hogy a föld után a birtokos valamikor nem fizetett hűbéri adót vagy a tulajdonosi jogalapot lehetett vitatni. A Pápai Állam nemesei között egyre népszerűtlen lett Gergely pontifikátusa, amelyhez a birtokosok jobbágyai is csatlakoztak. A vagyonelkobzások véres csatározásokat váltottak ki a nemesek között, amelyet Gergely képtelen volt megakadályozni.
Tovább hergelte az indulatokat az a pápai rendelet is, amellyel Gergely megemelte a velencei kereskedelem és az anconai kikötői díj mértékét. Ezzel a kereskedelem két fő elemét drágította meg az egyházfő. Az emelkedő árak és a nemesek rosszallása a Campagna területét puskaporos hordóvá változtatták. Banditák portyáztak a déli tartományban, akiket nemcsak a nemesség, de a parasztság is védelmezett. Sőt, a rablócsapatok élén ifjú nemesek álltak olyan nagy családok sarjai, mint a Piccolomini vagy a Malatesta. A pápai hivatalnokok Rómából kimozdulva, sőt néha még az örök városban sem voltak biztonságban. A felfordult békét Gergely nem tudta helyreállítani, és a rablók pusztításának csak a következő egyházfő tudott gátat vetni. Ezek az elkeserítő állapotok lehettek tanúi Gergely 1585. április 10-ei halálának.

## Művei
- Documenta Catholica Omnia (latin nyelven). (Hozzáférés: 2011. december 6.)